# E0771
E0771是C57BL/6小鼠髓樣乳腺癌 (Medullary breast adenocarcinoma) 細胞系，E0771細胞比4T1細胞具有更低的轉移能力，目前應用於多項研究當中。

## 科研用途
E0771細胞通常應用於C57BL/6小鼠乳腺癌的體外和體內研究。在2015年及2017年，分別有科研人員研究SDG補充劑 (SDG supplementation) 對在體內生長的E0771細胞的影響，發現SDG補充劑抑制着E0771細胞的生長，並且降低了核因子活化B細胞κ輕鏈增強子的腫瘤活性。2019年，有研究探討了白色脂肪組織褐變 (WAT褐變) 能否在體內的小鼠乳腺癌模型中發生，隨後研究了特徵明確的E0771細胞在體內的作用。 實驗結果證明在體外的E0771細胞誘導着白色脂肪細胞基因表達模式的改變。WAT褐變不會通過直接的E0771癌細胞機制而發生。這表明腫瘤微環境中的細胞相互作用是致熱變化的潛在驅動力。

## 外部連結
- Cellosaurus entry for E0771（页面存档备份，存于）